# El amor no tiene receta
El amor no tiene receta es una telenovela producida por Juan Osorio para TelevisaUnivision en 2024. La telenovela es una historia original creada por Pablo Ferrer García-Travesí y Santiago Pineda Aliseda. Se estrenó a través de Las Estrellas el 19 de febrero de 2024 en sustitución de Golpe de suerte, y finalizó el 28 de junio del mismo año siendo reemplazado por Fugitivas, en busca de la libertad.
Está protagonizada por Claudia Martín, Daniel Elbittar, Coco Máxima y Nicola Porcella, junto con Altaír Jarabo, Tiago Correa, Liz Gallardo, Hugo Catalán y Azela Robinson en los roles antagónicos; acompañados por Luz Ramos, Jesús Moré, Raúl Coronado, Ana Jimena Villanueva, Juan Carlos Barreto y Beatriz Moreno.

## Trama
Paz Roble (Claudia Martín) es una mujer amable y trabajadora cuyo marido, Fermín (Hugo Catalán), le quita a su hija recién nacida. Fermín tiene una deuda con prestamistas y para pagarla decide vender a su hija a Mauro Nicoliti (Tiago Correa). Este plan está orquestado por Ginebra (Altaír Jarabo), la hermana adoptiva de Mauro. Ginebra perdió a su hija al dar a luz y hace todo lo posible para reemplazarla y conservar la fortuna de su marido. Esteban Villa de Cortés (Daniel Elbittar), por su parte, pierde a su esposa y queda viudo con sus tres hijos. Elvira Moncada (Azela Robinson), suegra de Esteban, lo responsabiliza de la muerte de su hija, lo que provoca que se peleen.
Seis años después, Paz ha mantenido una búsqueda constante con la esperanza de encontrar a su hija. Su familia dirige un restaurante llamado «Corazón contento». Samara (Mía Fabri), la supuesta hija de Ginebra, es amada por su padre Elías (Harry Geithner) pero maltratada por Ginebra. Ginebra emprende un viaje con su familia para deshacerse de Elías y Sam. Sam da por muerto, mientras Ginebra emprende un nuevo plan: enamorar a Esteban y de paso, ejercer una vendetta personal contra Elvira, a quien culpa de todas sus tragedias.
Esteban y Paz se conocen en el barrio donde ella vive con su familia y poco a poco van reconociendo que han sufrido. Por actos de negligencia y venganza, el restaurante de Paz está cerrado, pero Esteban le ofrece la oportunidad de ayudarlo como cocinera en su casa. El destino logra poner a Sam en la vida de Paz y entre ellas nace una conexión madre-hija. El romance entre Esteban y Paz se complica por una serie de desafíos que incluyen sus familias, sus propias emociones y la oposición de Ginebra y Elvira.

## Reparto
Una lista completa del reparto se publicó en la página web «Vida Moderna» el 15 de febrero de 2024.

### Principales
- Claudia Martín como Paz Roble Ruiz De Villa de Cortés
- Daniel Elbittar como Esteban Villa de Cortés
- Altaír Jarabo como Ginebra Nicoliti
- Azela Robinson como Elvira Moncada
- Beatriz Moreno como Guadalupe «Lupita» Ruiz
- Jesús Moré como Humberto Villa de Cortés[9]
- Juan Carlos Barreto como Porfirio Villa de Cortés
- Isabella Tena como Gala Villa Cortés Roble
  - Abril Tabayas interpretó a Gala de niña
- Luz Ramos como Mireya Roble Ruiz
- Tiago Correa como Mauro Nicoliti
- Mía Fabri como Samara Villa Cortes Roble "Maria"
- Nicola Porcella como Kenzo Figueroa
- Hugo Catalán como Fermín Juárez
- Raúl Coronado como Fobo Arredondo
- Liz Gallardo como Filipa Guerra Alvarado
- Ignacio Ortiz como Castro
- Sofía Olea como la Dra. Mónica Manzano
- Coco Máxima como Nandy Galdeano
- Mauricio Pimentel como El Rubio
- Fernanda Valenzuela como Karla León
- Jaime Maqueo como Bosco Villa Cortés Roble 
  - Leo Herrera interpretó a Bosco de niño
- Regina Villaverde como Gema
- Arena Ibarra
- Emilio Caballero como Salomón Villa Cortes Roble "Salo"
- Santiago Emiliano como Pedro Pablo Villa Cortes Roble
- Andrés Vázquez como Jerónimo «Jero» Villa de Cortes Roble
- Absel Ramsés como Gorila
- Antonia Mayer como Giovanna Belmont
- Sebastián Guevara como Eder Villa Cortés Roble
  - Alexander Elbittar interpretó a Eder de niño
- Héctor Salas como Sandro Figueroa Guerra
- Mariano Soria como Manolo Villa Cortes Roble

### Recurrentes e invitados especiales
- Sabrina Seara como Berenice Moncada[10]
- Harry Geithner como Elías Barral
- Ana Jimena Villanueva como Nora
- Guillermo García Cantu como Ramses Torrenegro

## Episodios
| N.º | Título                                                            | Fecha de emisión original | Audiencia (millones) |
| --- | ----------------------------------------------------------------- | ------------------------- | -------------------- |
| 1   | «Su hija está desaparecida»                                       | 19 de febrero de 2024     | 5.9                  |
| 2   | «Algún día tu y yo vamos a sanar»                                 | 20 de febrero de 2024     | —                    |
| 3   | «Conocí a una mujer muy interesante»                              | 21 de febrero de 2024     | —                    |
| 4   | «A partir de ahora ya no soy la esclava de Elías»                 | 22 de febrero de 2024     | —                    |
| 5   | «Me identifico con usted porque estoy pasando por el mismo dolor» | 23 de febrero de 2024     | —                    |
| 6   | «¿Qué su alma no estaba rota desde antes?»                        | 26 de febrero de 2024     | —                    |
| 7   | «Berenice, ahora voy por tu marido»                               | 27 de febrero de 2024     | —                    |
| 8   | «¿Paz Roble es la mamá de tu hija?»                               | 28 de febrero de 2024     | —                    |
| 9   | «Tú podrías ser mi hija»                                          | 29 de febrero de 2024     | —                    |
| 10  | «¿Has pensado en volver a casarte?»                               | 1 de marzo de 2024        | —                    |
| 11  | «Estoy dispuesta a amarla como a mi hija»                         | 4 de marzo de 2024        | —                    |
| 12  | «Paz necesita un abrazo»                                          | 5 de marzo de 2024        | —                    |
| 13  | «¿Quieres que lo enamore?»                                        | 6 de marzo de 2024        | —                    |
| 14  | «Acepto tu propuesta de trabajo»                                  | 7 de marzo de 2024        | —                    |
| 15  | «Ginebra, aquí nadie te hará daño»                                | 8 de marzo de 2024        | —                    |
| 16  | «Yo soy una mujer trans»                                          | 11 de marzo de 2024       | —                    |
| 17  | «Yo también quiero volver a vivir, Paz»                           | 12 de marzo de 2024       | —                    |
| 18  | «Luna, es mi hija»                                                | 13 de marzo de 2024       | —                    |
| 19  | «Estoy dispuesto a sacrificar todo por ti, Luna»                  | 14 de marzo de 2024       | —                    |
| 20  | «Desde que mi hija no está, mis días son eternos»                 | 15 de marzo de 2024       | —                    |
| 21  | «¿Puedo besarla?»                                                 | 18 de marzo de 2024       | —                    |
| 22  | «Tan solo de escucharte me siento tranquila»                      | 19 de marzo de 2024       | —                    |
| 23  | «Humberto me robó el cariño de mi padre»                          | 20 de marzo de 2024       | —                    |
| 24  | «¿Qué haces aquí Mireya?»                                         | 21 de marzo de 2024       | —                    |
| 25  | «No voy a fastidiar a Paz, la voy a eliminar»                     | 22 de marzo de 2024       | —                    |
| 26  | «¡Te quiero Paz!»                                                 | 25 de marzo de 2024       | —                    |
| 27  | «¿Samara esta viva?»                                              | 26 de marzo de 2024       | —                    |
| 28  | «Si quieres puedo ser tu hija María»                              | 27 de marzo de 2024       | —                    |
| 29  | «Luna va a seguir con nosotros»                                   | 28 de marzo de 2024       | —                    |
| 30  | «A Ginebra le soy leal»                                           | 29 de marzo de 2024       | —                    |
| 31  | «Paz y su familia van a vivir con nosotros»                       | 1 de abril de 2024        | —                    |
| 32  | «Tu presencia me está ayudando»                                   | 2 de abril de 2024        | —                    |
| 33  | «Huyamos juntos con nuestra hija»                                 | 3 de abril de 2024        | —                    |
| 34  | «Tu vida me pertenece»                                            | 4 de abril de 2024        | —                    |
| 35  | «Paz, ¿quieres ser mi novia?»                                     | 5 de abril de 2024        | —                    |
| 36  | «Ahora eres mía y tú mío»                                         | 8 de abril de 2024        | —                    |
| 37  | «Te extraño mucho Paz»                                            | 9 de abril de 2024        | —                    |
| 38  | «Esteban me enamoré de ti»                                        | 10 de abril de 2024       | —                    |
| 39  | «¿Cómo pudiste traicionarme?»                                     | 11 de abril de 2024       | —                    |
| 40  | «Aquí la única mala eres tú»                                      | 12 de abril de 2024       | —                    |
| 41  | «Ginebra es la que debería de estar en la cárcel»                 | 15 de abril de 2024       | —                    |
| 42  | «Necesito que Paz se declare culpable»                            | 16 de abril de 2024       | —                    |
| 43  | «Háblame de tu pasado»                                            | 17 de abril de 2024       | —                    |
| 44  | «¡Eres mi hija!»                                                  | 18 de abril de 2024       | —                    |
| 45  | «Prefiero estar muerto»                                           | 19 de abril de 2024       | —                    |
| 46  | «Paz tenemos que terminar»                                        | 22 de abril de 2024       | —                    |
| 47  | «Ya logramos separarlos»                                          | 23 de abril de 2024       | —                    |
| 48  | «Mataste a mi esposa»                                             | 24 de abril de 2024       | —                    |
| 49  | «Todo sea por ti mi amor»                                         | 25 de abril de 2024       | —                    |
| 50  | «Usted será mi jefe y yo su empleada»                             | 26 de abril de 2024       | —                    |
| 51  | «Te quiero en mi cama todas las noches»                           | 29 de abril de 2024       | —                    |
| 52  | «No debiste salir de la cárcel»                                   | 30 de abril de 2024       | —                    |
| 53  | «Vamos anunciar nuestro compromiso»                               | 1 de mayo de 2024         | —                    |
| 54  | «Ginebra confiesa sus crímenes»                                   | 2 de mayo de 2024         | —                    |
| 55  | «Ginebra y yo decidimos tener una relación»                       | 3 de mayo de 2024         | —                    |

Nota
1. ↑  Este episodio se pre-estrenó el 16 de febrero de 2024 a través de Vix, la página, app y redes sociales oficiales —incluido el canal de Youtube y cuenta oficial de Facebook— de Las Estrellas.

## Producción

### Desarrollo
En agosto de 2023, la telenovela fue anunciada bajo el título provisional «Un amor sin receta». La producción de la telenovela inició rodaje el 14 de noviembre de 2023.

### Selección de reparto
En agosto de 2023 fueron anunciados Wendy Guevara y Nicola Porcella como parte del reparto. El 20 de septiembre de 2023, Claudia Martín y Daniel Elbittar fueron anunciados como los protagonistas, con Azela Robinson, Altaír Jarabo y Beatriz Moreno confirmadas como parte del reparto. El 2 de octubre de 2023, Isabella Tena y Andrés Vázquez se unieron al reparto. El 17 de octubre de 2023, Coco Máxima fue elegida para reemplazar a Wendy Guevara. Guevara no pudo participar en la telenovela debido a otros compromisos.

## Audiencias
| Temporada | Horario (CT)                     | Episodios | Primera emisión       | Primera emisión      | Última emisión      | Última emisión       | Prom. de espectadores (millones) |
| Temporada | Horario (CT)                     | Episodios | Fecha                 | Audiencia (millones) | Fecha               | Audiencia (millones) | Prom. de espectadores (millones) |
| --------- | -------------------------------- | --------- | --------------------- | -------------------- | ------------------- | -------------------- | -------------------------------- |
| 1         | Lunes a viernes 20:30 - 21:30 h. | 3         | 19 de febrero de 2024 | 5.9                  | 28 de junio de 2024 | 3.18                 | —                                |